# Arenas del Rey
Arenas del Rey è un comune spagnolo di 1 990 abitanti situato nella comunità autonoma dell'Andalusia.